# Clitellaria bilineata
Clitellaria bilineata är en tvåvingeart som först beskrevs av Fabricius 1805.  Clitellaria bilineata ingår i släktet Clitellaria och familjen vapenflugor. Inga underarter finns listade i Catalogue of Life.